# Éa-nászir panaszlevele

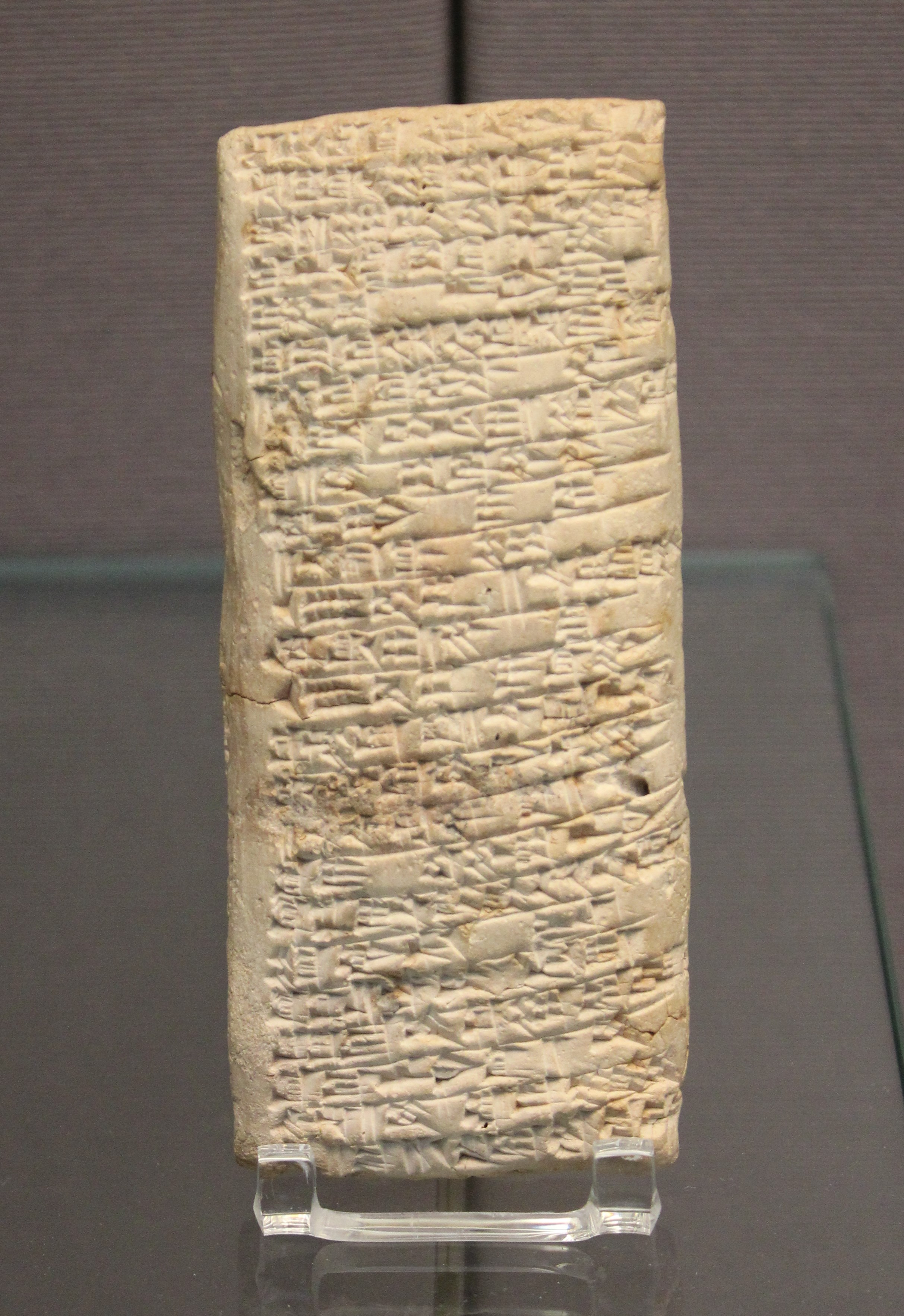

Éa-nászir házának alaprajza, ahol a levelek előkerültek. 1: bejárat; 2: belső udvar (átrium), 3: lépcsőhöz vezető folyosó; 4. mellékhelyiség; 5. lakóhelyiség; 6: lakóhelyiség, talán kápolnával

Éa-nászir panaszlevele (UET 5. 81) i. e. 1750 körül keletkezett dokumentum, amelyet az 1930−1931-es ásatási szezonban, Leonard Woolley ásatásain, Ur város Tell el-Mukajjar (Tell el-Muqayyar) nevű lelőhelyén találtak. Éa-nászir kereskedőházában több másik levéllel együtt került elő. Óasszír jellegű ékírással írták, óbabiloni akkád nyelven. A levél az ismeretlen helyen élő, Nanni nevű vásárló panasza Éa-nászir felé, mert nem találta megfelelőnek az áru minőségét. Éa-nászir levelezésében több más panaszos dokumentum is van, amelyek alapján megállapították, hogy a korábban megbízhatónak számító kereskedő ebben az időszakban gyakran kereskedett gyenge minőségű áruval, ezért Éa-nászir az internetes mémek közé a hanyag kereskedő mintájaként került be. A levélből kiderül, hogy Éa-nászir Dilmunban (ma Bahrein) szerezte be az áruját, majd Nanni a szolgáját, Igmil-Színt küldte el az áruért, aki fizetett, majd elszállította azt. Nanni a gyenge minőségű rezet nem fogadta el, hanem visszaküldte Éa-nászirnak, és többedszerre követeli vissza a pénzét. A végén leszögezi, hogy csak úgy vásárol a továbbiakban Éa-nászirtól, ha az elküldi hozzá az árut, és maga válogathatja ki a megfelelő minőséget. A levélből az nem derül ki, hogy a réz szennyezett volt-e, vagy esetleg nem érte el a rézrúd a megfelelő súlyt.
A dokumentumot Hugo Fibulla és William Martin 1953-ban publikálta először, a British Museum publikációi közt. Az első teljes fordítást Leo Oppenheim 1960-ban adta ki. Ma a British Museum 56. termében látható. A tábla előlapja 24 sort, a hátoldala 27 sort tartalmaz, míg a bal oldalán még két sornyi szöveg zárja. Mérete 11,6×5 cm. Fennmaradását annak köszönheti, hogy egy évtizeden belül Szamszuilúna babiloni király lerombolta a várost, így az akkori lakóréteg konzerválódott.

## Háttere
Bár az értelmezések többnyire annál maradnak, hogy Éa-nászir felelőtlen, hanyag, és csaló kereskedő lehetett, a kor viszonyainak ismerete némileg árnyalhatja a képet. Az i. e. 18. század jelentős változást hozott Mezopotámia kereskedelmi viszonyaiban. Korábban az egész térséget az óasszír kereskedelem látta el fémáruval. Kiterjedt kereskedelmet folytattak messzi vidékekkel, és Mezopotámia mezőgazdasághoz kapcsolódó termékeinek fejében fémeket, ötvözőanyagokat, és ezüstöt terítettek a fémhiányos síkságon. Mári és az asszírok vetélkedése bizonytalanná tette a kereskedelmi útvonalakat. Jahdun-Lim térnyerése rövid időre egészen elzárta Asszíriát az Eufrátesztől, majd I. Samsi-Adad rövid időre stabilizálta a helyzetet, de végül Zimrí-Lim Hammurapi segítségével elűzte Jaszmah-Adadot, és az útvonal végleg bezárult. Főleg az után, hogy Hammurapi Zimrí-Lim ellen fordult, és végül Babilonhoz csatolta Márit. Ez az esemény nem sokkal – körülbelül egy évtizeddel – a levél írása előtt történt.
Az óasszír kereskedelem megroppant Anatóliában is a kárumok függetlenedésével, a csempészáru egyre nagyobb arányával. Körülbelül a levél keletkezésével egy időben megkezdődött Kanis, a legnagyobb asszír kárum hanyatlása. A hatalmat lassan átvették a helyiek (a hettiták), akik asszír mintára szervezték meg korai államaikat (Nesza, Hattuszasz, Calpa, Kusszara, stb). Mindez azzal járt, hogy a korábban megszokott minőséget és árakat a kereskedők nem feltétlenül tudták tartani. A nyugati és északi importáru hiánya vezette a kereskedőket a keleti Dilmunba, és ott azt vásároltak, amihez hozzájutottak.